# Doug Stienstra
Doug Stienstra (* 18. Juni 1976 in Kelowna, British Columbia, Kanada) ist ein ehemaliger niederländisch-kanadischer Eishockeyspieler, der jeweils vier niederländische Meistertitel und Pokalsiege feiern konnte.

## Karriere

### Clubs
Doug Stienstra, der als Sohn niederländischstämmiger Eltern in der kanadischen Provinz British Columbia geboren wurde, begann seine Karriere als Eishockeyspieler beim Nachwuchsteam Columbia Valley Rockets und spielte später für die Cowichan Valley Capitals in der British Columbia Hockey League. Während seines Studiums spielte er für die Cornell Big Red, das Team der Cornell University, mit denen er 1997 die ECAC Hockey, eine der Hochschulligen der National Collegiate Athletic Association, gewinnen konnte. 2000/01 spielte er mit den Adirondack Ice Hawks in der United Hockey League. Anschließend wechselte er nach Europa, wo er zunächst ein Jahr in Großbritannien für die Bracknell Bees in der Ice Hockey Superleague auf dem Eis stand. 2002 zog es ihn in die Heimat seiner Vorfahren, wo er zunächst ein Jahr für die Nijmegen Tigers und anschließend zwei Jahre bei den Amsterdam Bulldogs jeweils in der Ehrendivision spielte. Mit den Bulldoggen konnte er in beiden Jahren sowohl die Meisterschaft als auch den Pokalwettbewerb für sich entscheiden. Nach diesen Erfolgen schloss er sich dem Ligakonkurrenten Tilburg Trappers an, bei dem er bis zu seinem Karriereende 2009. Mit dem Team aus der Provinz Nordbrabant gewann er 2007 und 2008 jeweils den niederländischen Meistertitel sowie 2006 und 2008 den niederländischen Pokalwettbewerb. 2007 und 2008 wurde er zum wertvollsten Spieler der Ehrendivision gewählt, 2008 war er auch bester Vorlagengeber der Liga.

### International
Für die Niederlande spielte Stienstra erstmals im November 2004 bei der Olympiaqualifikation für die Winterspiele in Turin 2006. Anschließend stand er bei den Weltmeisterschaften der Division I 2005 und 2008 auf dem Eis.

## Erfolge und Auszeichnungen
- 1997 Gewinn der ECAC Hockey mit den Cornell Big Red
- 2000 ECAC Best Defensive Forward
- 2004 Niederländischer Meister und Pokalsieger mit den Amsterdam Bulldogs
- 2005 Niederländischer Meister und Pokalsieger mit den Amsterdam Bulldogs
- 2006 Niederländischer Pokalsieger mit den Tilburg Trappers
- 2007 Niederländischer Meister mit den Tilburg Trappers
- 2007 Wertvollster Spieler der Ehrendivision
- 2008 Niederländischer Meister und Pokalsieger mit den Tilburg Trappers
- 2008 Wertvollster Spieler und bester Torvorbereiter der Ehrendivision